# Lliuya gegen RWE

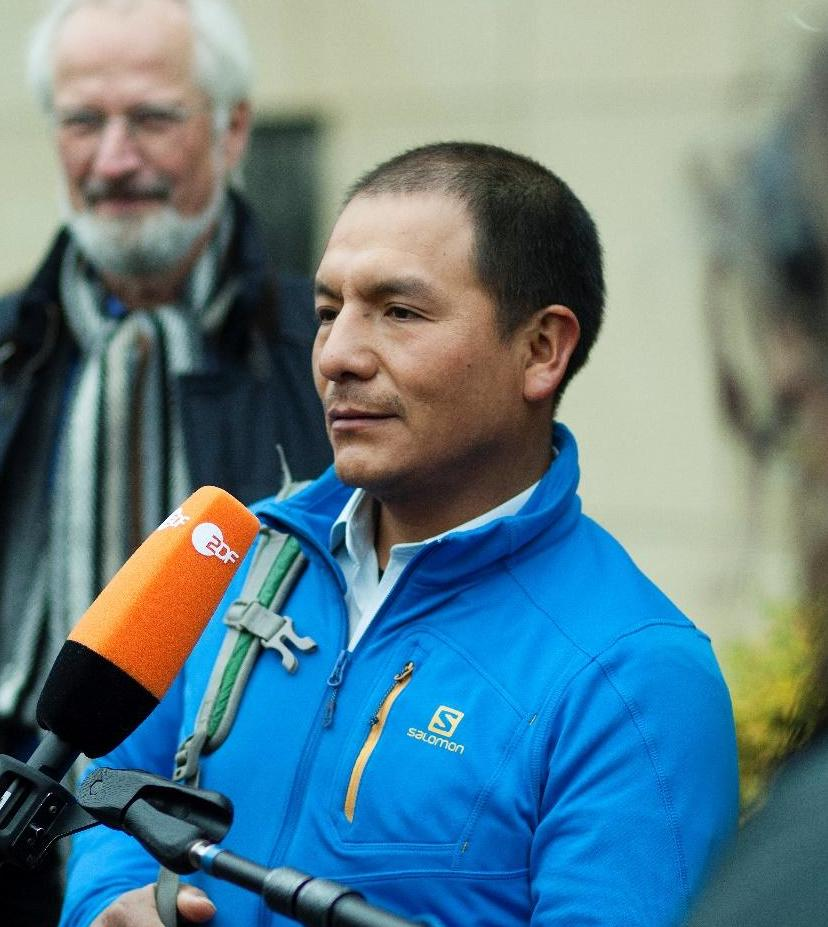
Saúl Luciano Lliuya in Essen (2016)

Lliuya gegen RWE ist ein Rechtsstreit des peruanischen Bauern Saúl Luciano Lliuya  gegen den deutschen Energiekonzern RWE seit 2015. Der Klimaaktivist verklagte das Unternehmen auf eine finanzielle Beteiligung an Schutzmaßnahmen in seiner Heimatstadt Huaraz vor befürchteten Überschwemmungen durch den höher gelegenen Gletschersee Palcacocha in Folge der globalen Erwärmung wegen dessen Mitverantwortung.
Am 28. Mai 2025 wies das OLG Hamm die Klage des Bauern zurück. Nach Auffassung des Gerichts könnte der Kläger einen Beseitigungs- und Unterlassungsanspruch haben, aber eine konkrete Gefahr für Lliuyas Grundstück sah das Gericht nicht als gegeben an.

## Hintergrund

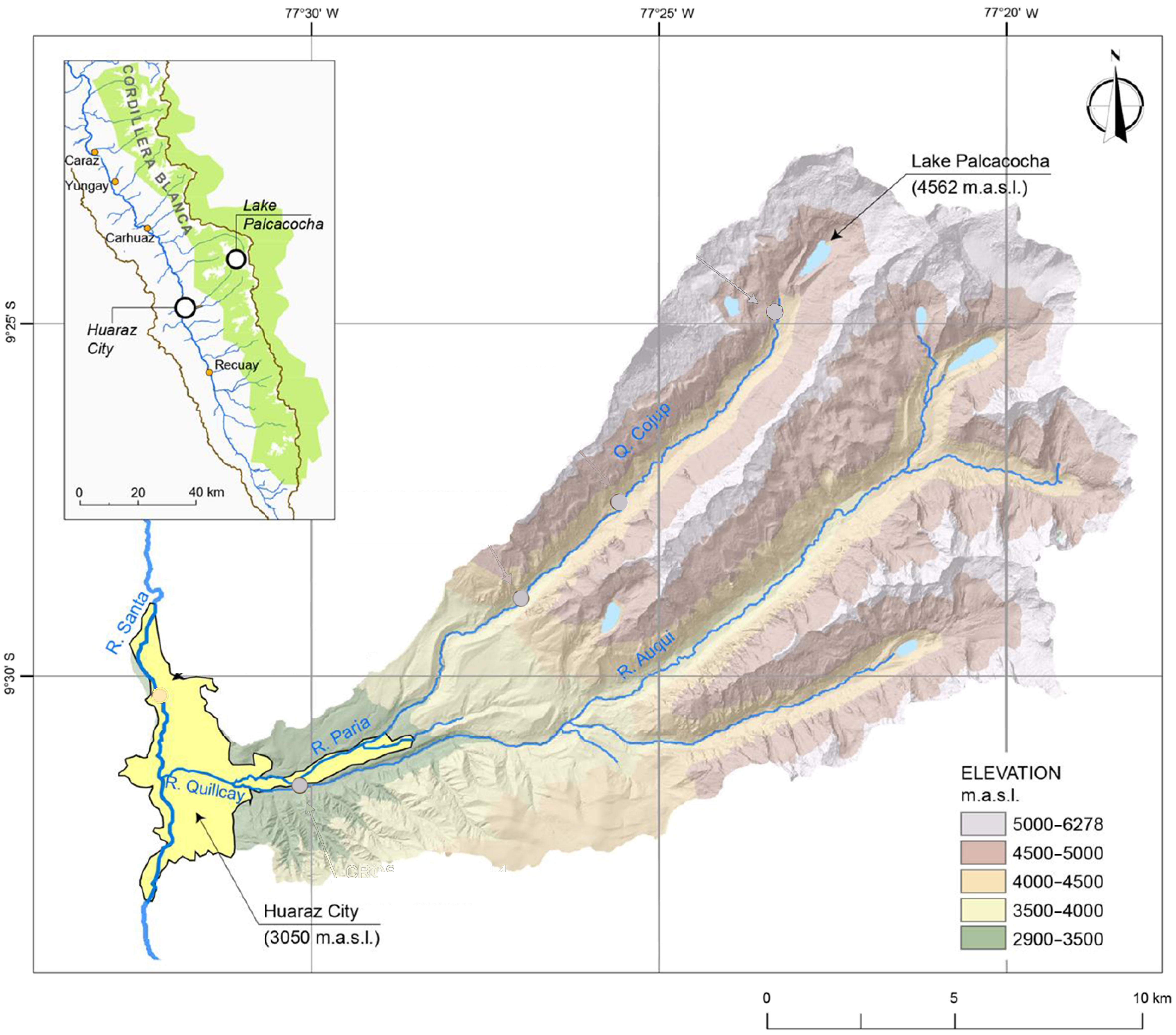
Karte mit Laguna Palcacocha (rechts oben), Cojup-Tal und Stadtgebiet von Huaraz (links, gelb)

Im Jahr 1941 starben in Huaraz durch einen Gletscherlauf 1800 Menschen und 1500 Familien wurden obdachlos, nachdem durch ein Erdbeben ein großes Gletscherstück in den Palcacocha-See gestürzt und ein Damm gebrochen war.
In jüngerer Zeit kommt es u. a. durch höhere Temperaturen zu einer verstärkten Schmelze der Gletscher in der Cordillera Blanca. Zwischen 1987 und 2010 ist die Gletscherfläche im Einzugsgebiet des Río Quilcay um etwa 25 % zurückgegangen. Auch die zu diesem Einzugsgebiet gehörenden und in den Palcacocha entwässernden Gletscher haben sich stark zurückgezogen. Das Volumen des Sees ist gegenüber dem Jahr 1970 um das 34-fache angestiegen, er enthält mit ca. 17 Mio. m3 mittlerweile mehr Wasser als vor der Katastrophe von 1941. Für Huaraz stellt der See weiter ein hohes Flutrisiko dar. Eine Computersimulation der Universität Texas ergab, dass es zu einer hohen Flutwelle kommen und diese Teile des Stadtgebietes von Huaraz bis zu 10 m unter Wasser setzen könnte.
Die Bevölkerung befürchtet eine erneute Flutkatastrophe. Luciano investierte umgerechnet 6400 Euro für den Überflutungsschutz seines Hauses.

## Offener Brief
Im März 2015 machte Saúl Luciano Lliuya in einem offenen Schreiben RWE mitverantwortlich für die Gletscherschmelze und lenkte so das internationale öffentliche Interesse auf die gefährliche Lage am Palcacocha-See. Zusammen mit seiner Hamburger Anwältin Roda Verheyen argumentiert er, dass RWE als Betreiber von Kohle- und Gaskraftwerken zu den weltweit größten CO2-Emittenten zähle und dadurch für den Klimawandel mitverantwortlich sei, der zum Abschmelzen des Gletschers führe. RWE sei für 0,47 % der weltweiten Treibhausgasemissionen verantwortlich. Dementsprechend solle es auch ein halbes Prozent der notwendigen Schutzmaßnahmen in seinem Gemeindeverbund bezahlen. So forderte Lliuya von RWE Ersatz für seine eigenen Aufwendungen und zusätzlich 17.000 Euro. Der Konzern bestritt mit Schreiben von Ende April 2015, dass es eine Rechtsgrundlage für die Forderung gebe, und wies eine Verantwortung für den geschilderten Sachverhalt zurück.

## Verfahren beim Landgericht Essen
Am 24. November 2015 reichte Lliuya beim Landgericht Essen Klage gegen RWE wegen der geforderten Summe von insgesamt 23.700 Euro ein. Er stützte sich dabei auf die Störerhaftung als Rechtsgrundlage. Die Anwendbarkeit deutschen Rechts ergibt sich aus der Rom-II-Verordnung (2007), nach der bei Umweltschäden – hierzu gehört auch eine nachteilige Veränderung der natürlichen Ressource Wasser – der Geschädigte zwischen Handlungsort (Deutschland) und dem Ort, an dem der Schaden eintritt (Peru), wählen kann.
Als größte Hürde für die Kläger galt dabei die Frage der Kausalität. Wissenschaftlich ist der Zusammenhang zwischen Treibhausgasemissionen und der weltweiten Gletscherschmelze zwar gut gesichert, problematisch ist jedoch die Attribution des Risikos eines Einzelereignisses zum Klimawandel und, rechtlich, die Zuschreibung zu einem einzelnen Emittenten.
Trotz der vergleichsweise geringen Summe wird die Klage als brisant angesehen, da sie einen folgenschweren Präzedenzfall schaffen könnte. Die Prozesskosten des Klägers übernahm die Nichtregierungsorganisation Germanwatch, die „mit diesem Musterprozess auf die internationalen Klimaverhandlungen Einfluss nehmen“ möchte.
Die RWE AG bestritt 2016 in ihrer Klageerwiderung sowohl eine eigene Verantwortung für Klimaschäden als auch das behauptete Flutrisiko. Zudem geht man bei RWE davon aus, dass eine solche Haftungsklage wegen eines globalen und vielfältig verursachten Phänomens in der deutschen Rechtsordnung nicht vorgesehen sei.
Am 15. Dezember 2016 wies das Landgericht die Klage ab, weil es „keine lineare Verursachungskette zwischen der Quelle der Treibhausgase und dem Schaden“ gebe.

## Berufung beim Oberlandesgericht Hamm
Gegen dieses Urteil legte der Kläger Berufung beim Oberlandesgericht Hamm ein. Das Gericht beschloss am 30. November 2017 den Eintritt in die Beweisaufnahme. Eine Gegenvorstellung von RWE gegen diesen Beweisbeschluss wies das Gericht im Februar 2018 zurück. Das Gericht habe dabei in Bezug auf die zahlreichen mutmaßlichen Verursacher des Klimawandels festgestellt: „Von dem Vorhandensein von mehreren Störern kann nicht auf die Unmöglichkeit der Störungsbeseitigung gefolgert werden.“ Dieser Beschluss wird von Umweltschutzorganisationen als bisher größter Erfolg des Verfahrens gewertet, da dadurch erstmals durch ein deutsches Gericht die grundsätzliche Möglichkeit einer solchen Klage eingeräumt wurde.
Das Gericht bestellte den Darmstädter Statikexperten Prof. Dr.-Ing. Rolf Katzenbach als Gutachter, der sich vom Wiener Experten für alpine Gefahren Prof. Johannes Hübl unterstützen ließ. Im Mai 2022 erfolgten Besichtigungen des Hauses von Saúl Lliuya in Huaraz und am Calcacocha-See durch zwei Richter und die Gutachter. Im Juli 2023 wurde das Gutachten beim OLG eingereicht und im Dezember 2024 ergänzt.
Im März 2025 setzte das OLG Hamm die Beweisaufnahme fort.
Im April 2025 wurden die für den Prozess entscheidenden Gutachten kontrovers diskutiert: Diese bezeichneten eine Überflutung des Hauses Lliuyas als „praktisch unmöglich“; selbst im unwahrscheinlichen Fall einer Flut würde das Wasser nur langsam und mit einer Höhe von höchstens 20 Zentimetern fließen. Die Klägerseite äußerte dagegen starke Kritik an diesen Einschätzungen und verwies darauf, dass dort nur Gletscherstürze, nicht aber Gesteinsabbrüche durch tauenden Permafrost und daraus resultierende gefährlichere Überflutungen berücksichtigt worden seien. Außerdem sei Rolf Katzenbach kein Experte fürs Hochgebirge, er ist vor allem auf Gutachten für den Bau von hohen Gebäuden spezialisiert. Laut einem von der Klägerseite erstellten Gegen-Gutachten liegt das Risiko einer Flutwelle innerhalb der nächsten 30 Jahre bei 30 Prozent.
Es wurde ein Befangenheitsantrag gegen den Gutachter gestellt, dessen genaue Begründung im Einvernehmen mit dem Gericht und den Beklagten nicht öffentlich bekannt gegeben wurde. Der Termin der Verkündung eines Urteils wurde deshalb von April auf Mai 2025 verschoben.
Am 28. Mai 2025 wies das OLG Hamm die Klage des Bauern zurück. Das Gericht sah keine konkrete Gefahr für Lliuyas Grundstück. Grundsätzlich sei aber nicht ausgeschlossen, dass gegen Verursacher, die erhebliche Mengen an Treibhausgasen emittieren, Beseitigungs- und Unterlassungsansprüche bestehen könnten.

## Außergerichtliche Forschungsergebnisse zu dem Fall
Eine 2020 veröffentlichte wissenschaftliche Studie stellte eine Kausalkette zwischen Treibhausgasemissionen und der in den letzten Jahrzehnten gestiegenen Gefahr her, die von dem Palcacocha-See ausgeht; sie beleuchtet auch sozioökonomische, institutionelle und kulturelle Faktoren, die in dem von der Flut bedrohten Gebiet das Schadensrisiko beeinflussen. Beispielsweise fühlen sich viele Bewohner tief mit ihrem Land verbunden, so dass sie trotz einer Flutgefahr ihren Lebensmittelpunkt nicht aufgeben wollen.
Anfang 2021 erschien in der Fachzeitschrift Nature Geoscience eine Attributions-Studie, nach der mit sehr großer Wahrscheinlichkeit eine direkte Kausalkette zwischen dem menschengemachten Klimawandel, dem Abschmelzen des Gletschers aufgrund des Klimawandels und der angestiegenen Bedrohung der Stadt Huaraz durch den Gletschersee existiert. Der Studie und ähnlich gelagerten Zuordnungsarbeiten wird von Juristen und Journalisten eine Schlüsselrolle für Gerichtsverfahren zum Klimawandel zugeschrieben.

## Weiteres
2018 wurde dem peruanischen Beschwerdeführer Saúl Lliuya der Kasseler Bürgerpreis verliehen.